# 禾家村站
禾家村站是位于湖南省张家界市永定区西溪坪街道禾家村的一个铁路车站，邮政编码416615。车站建于1978年，2019年从原址向焦柳线焦作方向平移1.3公里，有焦柳铁路经过该站，同时也是黔张常铁路上的越行站。现仅办理货运业务，不办理客运业务。车站距离月山站955公里，隶属广铁集团，是五等站。车站设到发线8条，其中焦柳场设到发线4条（含1条正线），黔张常场设到发线4条（含2条正线）。